# Моломолинцівський заказник

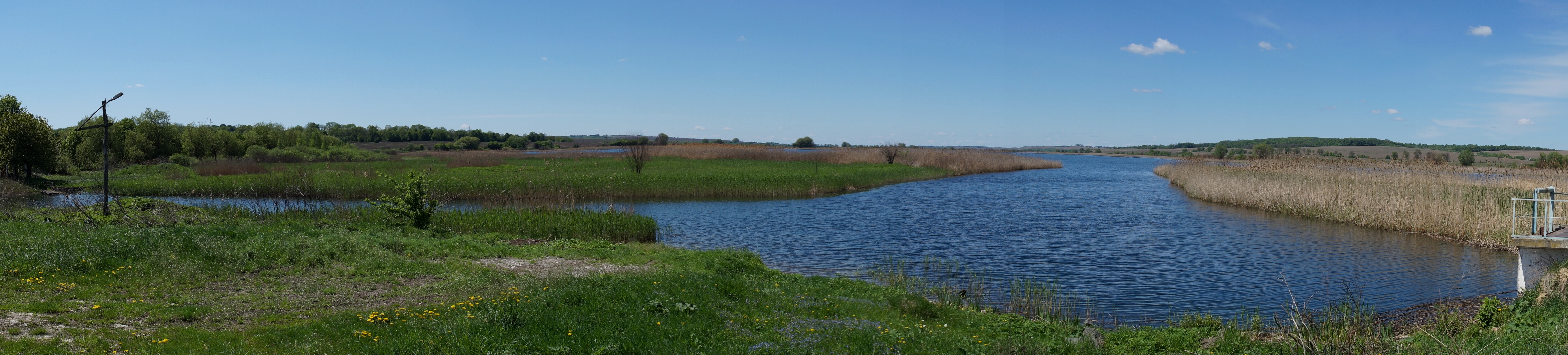

Моломо́линцівський зака́зник — гідрологічний заказник загальнодержавного значення в Україні. Розташований у межах Хмельницького району Хмельницької області, між селами Моломолинці, Печеськи та Пашутинці.
Площа 410 га. Статус надано згідно з Постановою Ради Міністрів УРСР від 25 лютого 1980 року № 132..
Статус надано для збереження типового низинного торфового болота в заплаві річки Бужок. Переважають очерет, осока, рогіз широколистий, рогіз вузьколистий, верба. Є угруповання цінних лікарських рослин — валеріана висока, гірчак перцевий.
Місце гніздування водоплавних та болотних птахів.

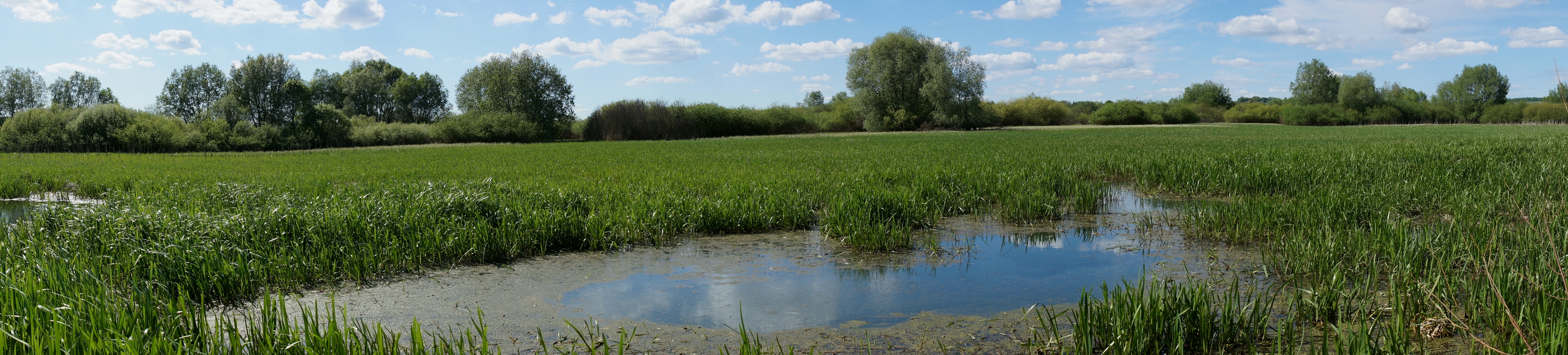